# Deborah Colker
Deborah Colker (Rio de Janeiro, 6 de dezembro de 1960) é uma bailarina e coreógrafa brasileira, conhecida por seus balés aclamados pela crítica, nacional e internacional, ela mescla movimentos de dança com malabarismos audaciosos. Em 1997, no Brasil, venceu o Troféu Mambembe, oferecido pelo Ministério da Cultura, pelo seu trabalho no espetáculo "Rota".  Em 2001, na Grã-Bretanha, recebeu o célebre e mundialmente importante prêmio Laurence Olivier Awards de Realização Mais Notável em Dança, oferecido pela The Society Of London Theatre, pela coreografia do espetáculo "Mix". Em 2018 venceu outro importantíssimo prêmio internacional de balé, o Prix Benois De La Danse de coreografia, a premiação ocorreu no Teatro Bolshoi, em Moscou, na Rússia, por seu trabalho coreográfico no espetáculo de balé "Cão Sem Plumas", espetáculo este produzido pela Deborah Colker Company. 
Seus trabalhos foram Mix (1995), Rota (1997), Casa (1999), 4 x 4  (2002), Nó (2005), Dínamo (2006), Cruel (2008), Tatyana (2011) e, mais recentemente, Belle (2014). É, também, a primeira mulher a dirigir um show do Cirque du Soleil, Ovo. Foi considerada pela Revista Época uma dos 100 brasileiros mais influentes do ano de 2009.
Colker tem ascendência russa judaica por meio de seus avós maternos e paternos.